# Горгаузен (Альтенкірхен)
Горгаузен (нім. Horhausen) — громада в Німеччині, розташована в землі Рейнланд-Пфальц. Входить до складу району Альтенкірхен. Складова частина об'єднання громад Фламмерсфельд.
Площа — 4,72 км2. Населення становить 2008 ос. (станом на 31 грудня 2020).

## Галерея

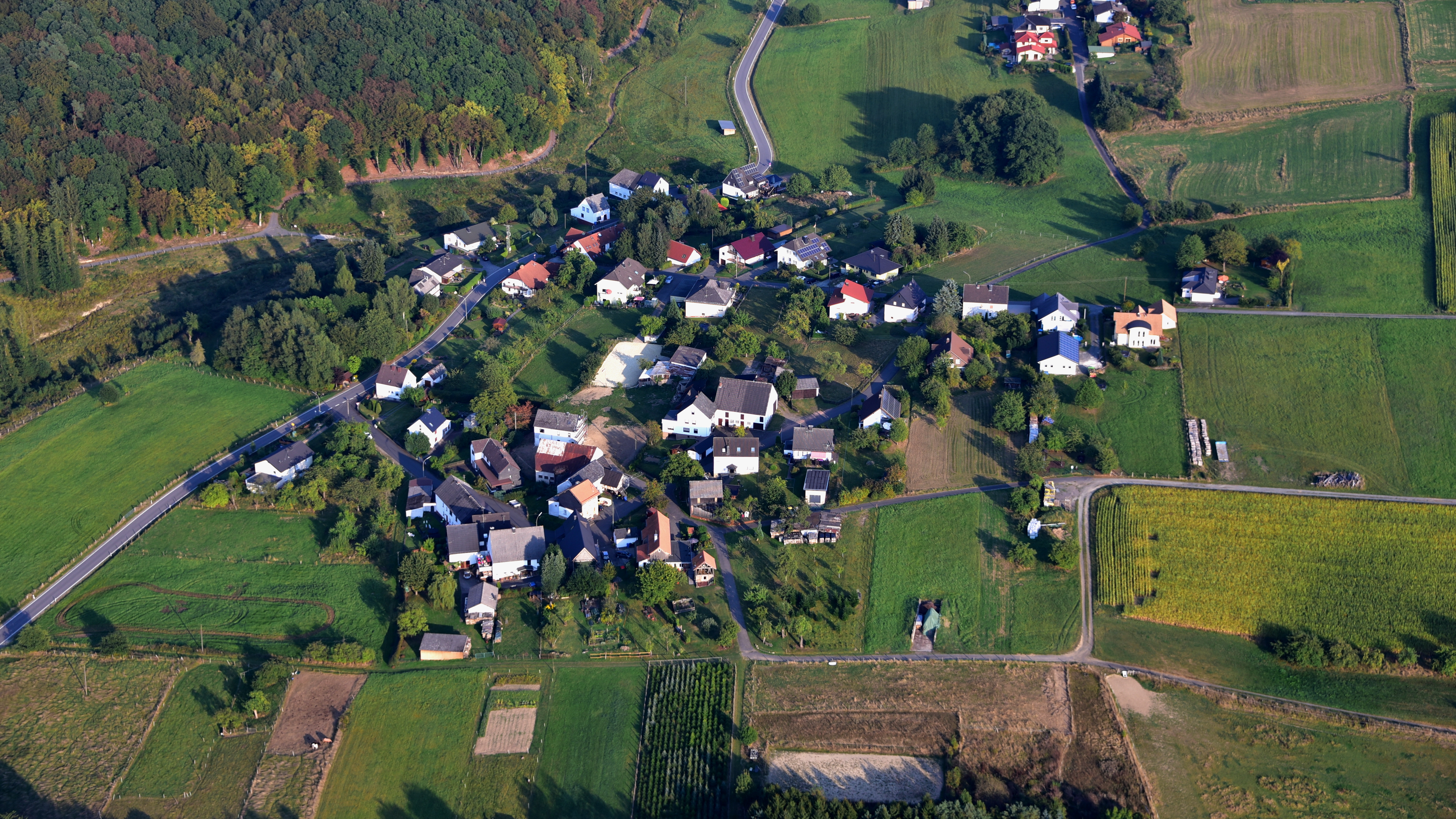
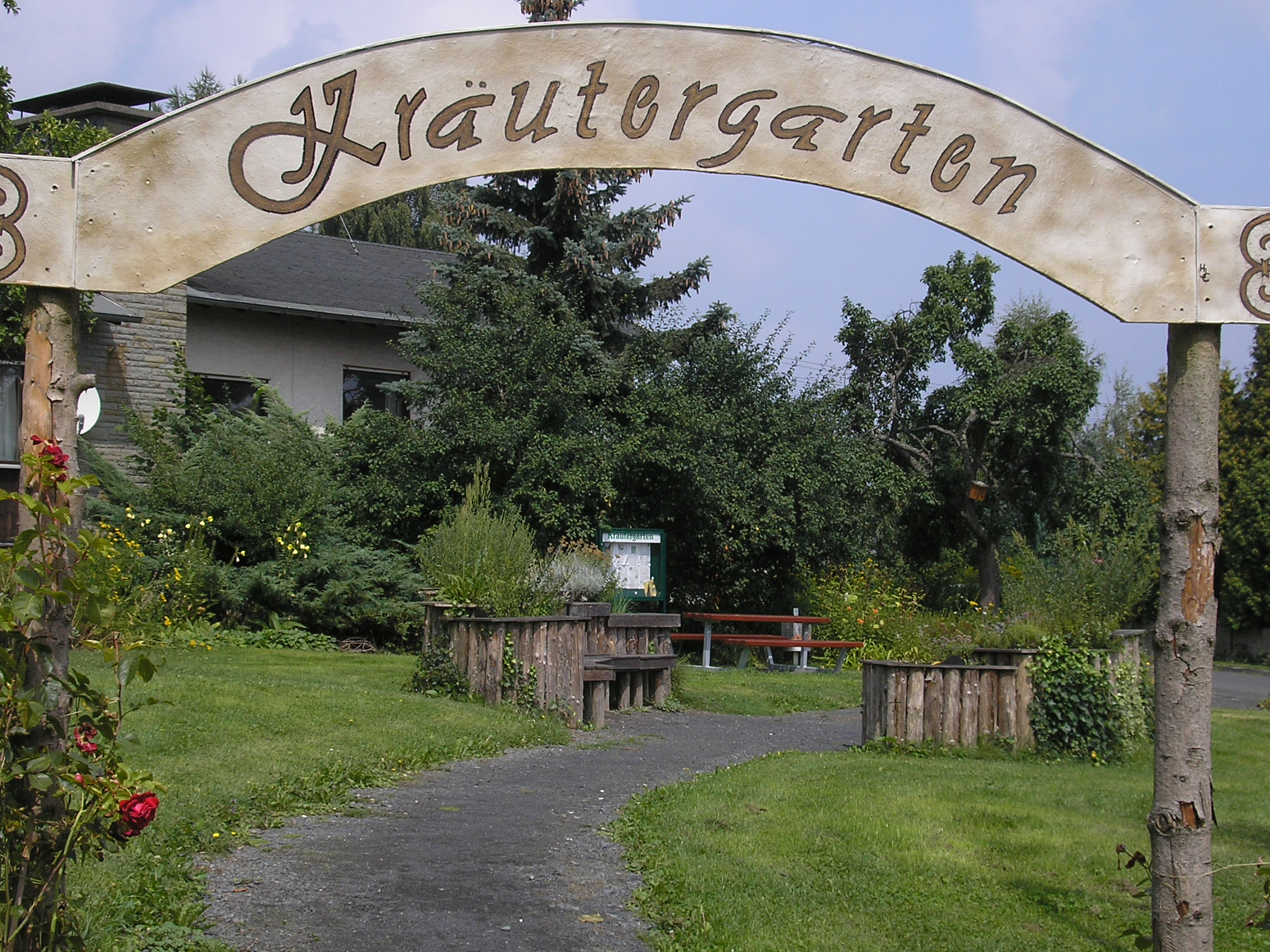